# Chionaema griseilinea
Chionaema griseilinea là một loài bướm đêm thuộc phân họ Arctiinae, họ Erebidae.